# هاستا (وحدة قياس)
الهاستا ( (بالسنسكريتية: हस्त)‏؛ (بالصينية: 肘)، هي وحدة طولية هندية تقليدية، تُقاس من الكوع إلى طرف الإصبع الأوسط. تعادل حوالي 18 بوصة (45 سم).
تحويلات
4 هاستا = 1 دانوس.
400 هاستا = 1 نالفا.

## أنظر أيضا
- ذراع

## ملحوظات
1. ↑  Sanskrit-English Dictionary by Monier-Williams, (c) 1899
2. ↑  منير ويليامز، منير (1899). قاموس سنسكريتي-إنجليزي: تم ترتيبه اشتقاقيًا وفلسفيًا مع إشارة خاصة إلى اللغات الهندية الأوروبية المشابهة. أكسفورد: مطبعة كلارندون. أو سي إل سي 685239912.